# Xenogears
Xenogears (ゼノギアス Zenogiasu?) är ett rollspel från Square som 1998 släpptes till PlayStation.
Spelet släpptes aldrig till Europa.